# Costa Cordalis
 (juillet 2019).
Si vous disposez d'ouvrages ou d'articles de référence ou si vous connaissez des sites web de qualité traitant du thème abordé ici, merci de compléter l'article en donnant les références utiles à sa vérifiabilité et en les liant à la section « Notes et références ».
Konstantínos Cordalís (grec moderne : Κωνσταντίνος Κορδαλής), dit Costa Cordalis (Κώστα Κορδάλης), né le 1er mai 1944 à Elátia (Ελάτεια) dans la préfecture grecque de Phthiotide et mort le 2 juillet 2019 dans l'île de Majorque, est un chanteur allemand de schlager d'origine grecque.

## Biographie

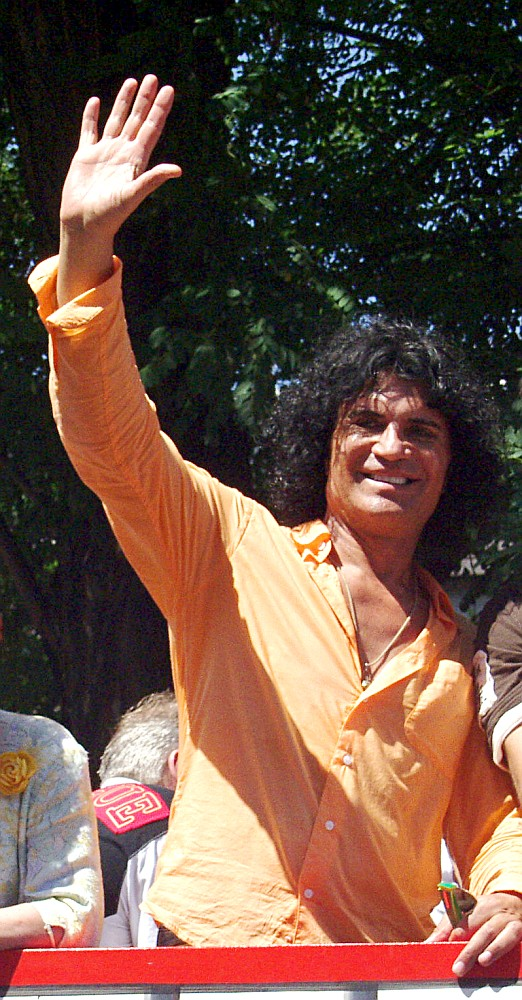
Costa Cordalis en 2006.

Costa Cordalis commence à jouer de la guitare à l'âge de sept ans. À l'âge de 16 ans, il s'installe à Francfort-sur-le-Main et apprend l'allemand au Goethe-Institut. Après le lycée, il commence à étudier la philosophie et des études germaniques, études qu'il n'a pas terminées.
En 1965, il sort son premier album avec Du hast ja Tränen in den Augen, une version allemande du titre chanté par Elvis Presley, Crying in the Chapel. Il connaît toutefois un premier succès en 1971 avec les chansons qu'il a lui-même composées, dont Und die Sonne ist heiß, avec laquelle il est présent trois fois dans le hit parade de la ZDF, Carolina, komm et Steig in das Boot heute nacht, Anna Lena. Il a son plus grand succès en 1976-1977 avec le titre Anita en 1976 qui est resté trois semaines dans le top 10 allemand.
Deux fois champion de Grèce de ski de fond, il représente celle-ci à l'occasion des championnats du monde de ski nordique 1985 à Seefeld in Tirol, bien qu'il souhaite participer aux Jeux olympiques de 1984 à Sarajevo, mais il n'est pas retenu par le comité olympique grec.
En 1987, il participe à l'ensemble vocal Wir für Euch qui sort l'album Insel der Liebe.
Au printemps 2004, il apparaît dans l'émission de RTL Television, Ich bin ein Star – Holt mich hier raus!, version allemande de l'émission anglaise I'm a Celebrity… Get Me Out of Here!, où il est surnommé « Jungle King ». Il fait un don de 28 000 euros pour aider à la lutte contre le cancer des enfants. Après l'émission, il sort un single Jungle King. Il participe au Tour der Hoffnung, événement cycliste annuel en Allemagne qui soutient l'aide aux enfants souffrant du cancer ou de la leucémie.

### Mort
En mars 2019, Costa Cordalis perd connaissance et doit être soigné à l'hôpital. Il est mort le 2 juillet 2019 à l'âge de 75 ans avec sa famille dans sa maison de la ville côtière de Santa Ponsa (Majorque).

### Vie privée
Costa Cordalis est marié et père de trois enfants avec sa femme Ingrid. Son fils Lucas Cordalis et sa fille Angeliki Cordalis sont également actifs dans l'industrie du spectacle.